# Christoph Rudolph von Carlowitz
Christoph Rudolph von Carlowitz (* 29. Juni 1656; † 12. November 1723) war ein königlich-polnischer und kurfürstlich-sächsischer Hofbeamter. Er war Oberaufseher der Muldenflöße sowie Oberforst- und Wildmeister im Erzgebirge. Sein Barockwappen befindet sich noch heute an einem Patrizierhaus in der Stadt Schlettau.

## Leben

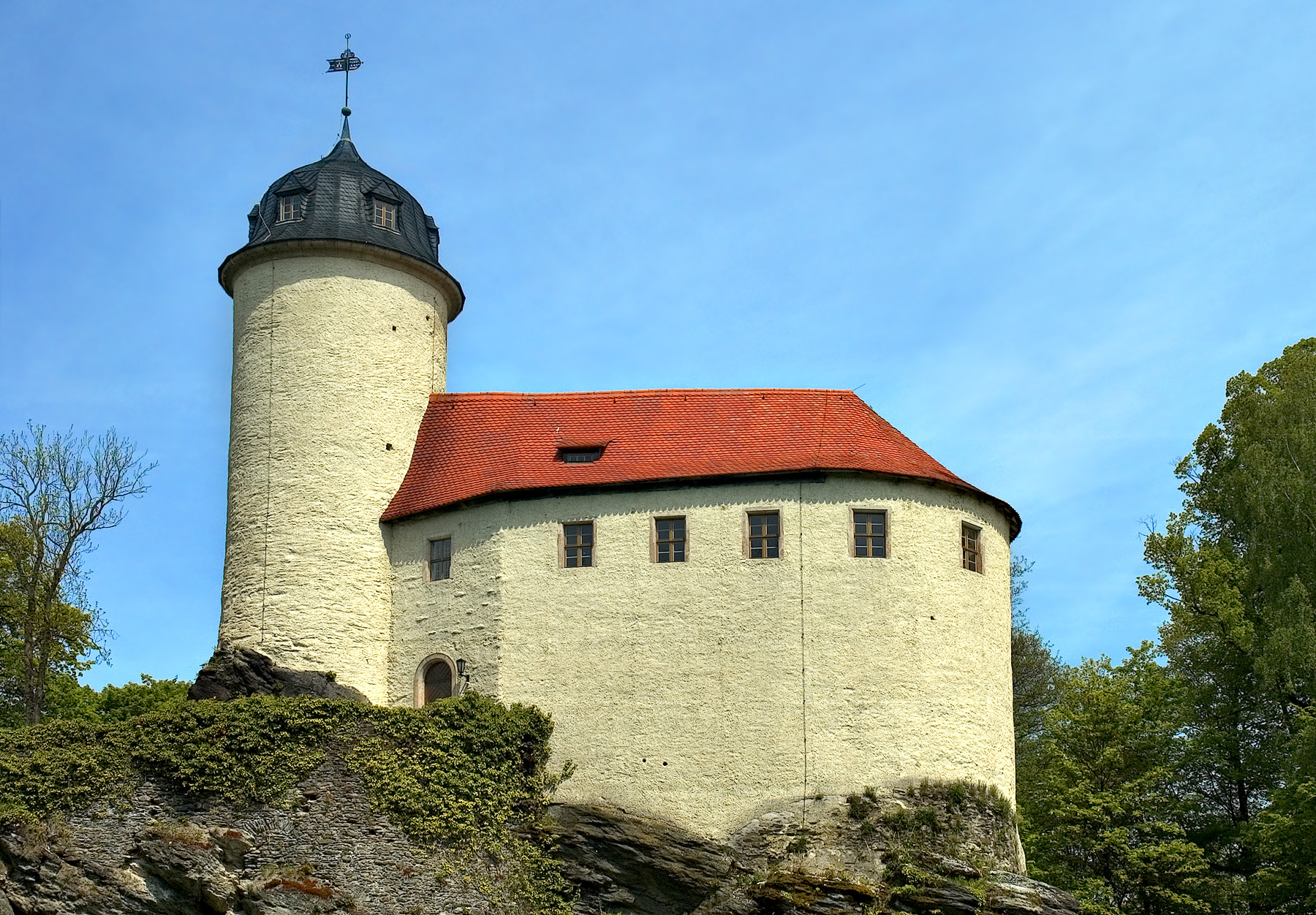
Burg Rabenstein – Sitz des von Carlowitz

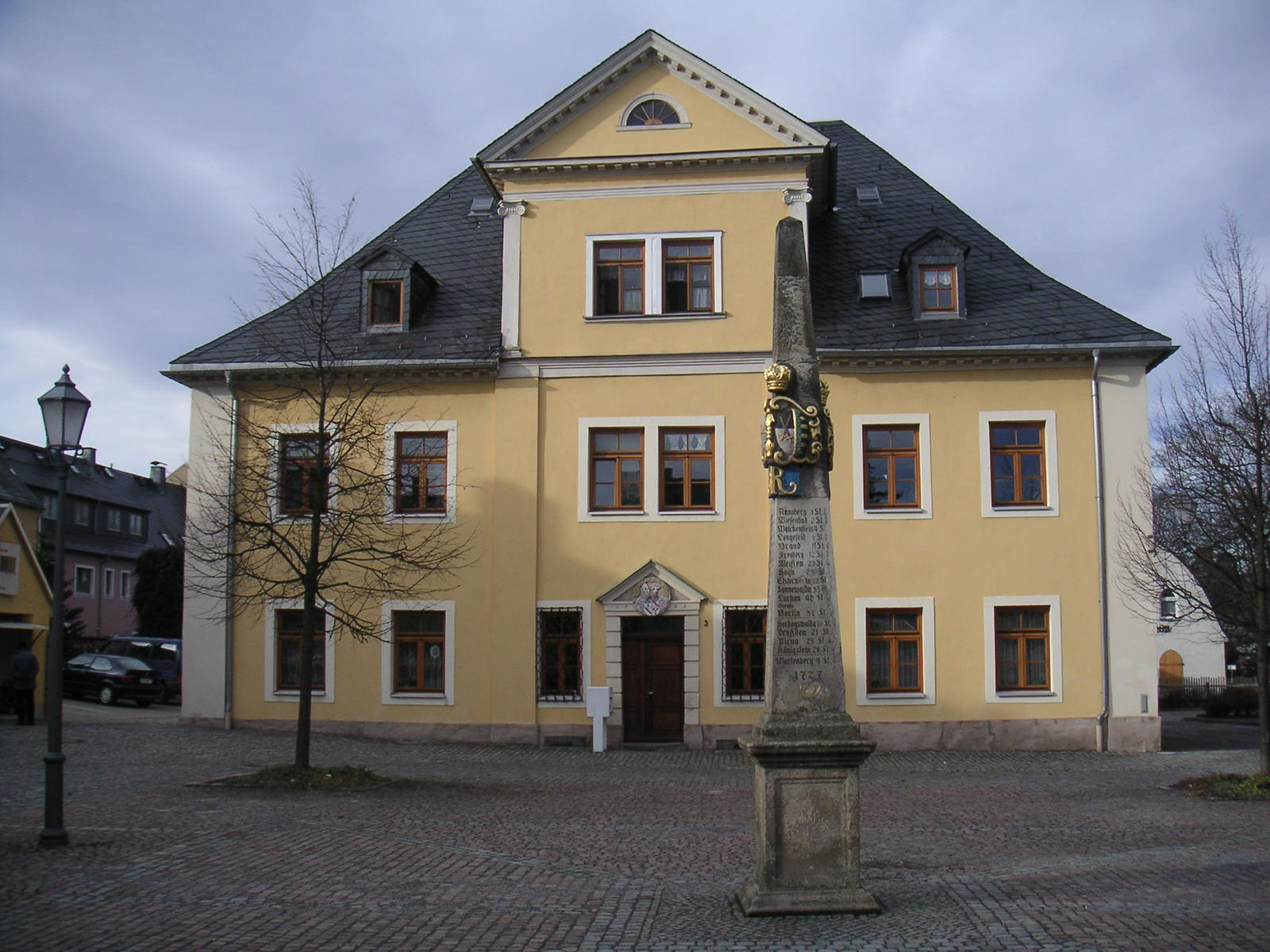
Reutherhaus in Schlettau mit Carlowitz-Wappen

Er stammte aus dem sächsischen Adelsgeschlecht von Carlowitz und war der Sohn von Johann Georg von Carlowitz. Nach dem Tod des Vaters im Jahre 1680 übernahm er die Burg Rabenstein bei Chemnitz, auf der er bis zu seinem Tode 1723 residierte.
Von 1677 bis 1679 hatte Carlowitz zunächst in Zschopau als Oberaufseher der Muldeflöße und Kammerjunker seinen Amtssitz. In diesem Jahr wurde eine Reform der Oberforst- und Wildmeistereien im Kurfürstentum Sachsen vorgenommen. Carlowitz erhielt die Zuständigkeit für Forst- und Jagdsachsen in den kursächsischen Ämtern Schwarzenberg mit Crottendorf, Grünhain, Chemnitz, Stollberg/Erzgeb. und Zwickau. Sein naher Verwandter Carl Rudolph von Carlowitz wurde hingegen Oberforst- und Wildmeister der Auerbach-Schöneck- und Plauischen Wälder im Vogtland.
Er besaß ein Haus und Raum, der Teller genannt, das er 1696 an den Handelsmann Andreas Burckhardt in Oberwiesenthal verkaufte.
1687 nahm er an der Leichenprozession teil, als die verstorbene Kurfürstin von Dresden in das kursächsische Erbbegräbnis der Wettiner nach Freiberg überführt wurde. In der Beschreibung der Teilnehmer des Leichenzuges wird er als Ober-Forst- und Wildmeister zu Schlettau bezeichnet.
1701 ließ er sich in seinem Wirkungsort ein zweigeschossiges Patrizierhaus mit Walmdach in unmittelbarer Nähe des dortigen Schlosses errichten, das heute den Namen Reutherhaus, Schlossplatz 3, trägt. An diesem Gebäude ließ er im Dreieckgiebel über dem Haupteingang sein Familienwappen mit einem barocken Schriftband anbringen. Dieses trägt die Inschrift: Christoph Rudolph von Carlowitz, Königl. Majestät in Polen und Churf. Durchlaucht zu Sachsen Oberaufseher, auch Oberforst- und Wildmeister im Erzgebirge. Fortan weilte in diesem Gebäude das Jagdgefolge des Kurfürsten August des Starken zu Gast, wenn in der Region kurfürstliche Jagden stattfanden.
Carlowitz war mit Johanne Sophie von Metzsch, Tochter des kursächsischen Ministers Sebastian Hildebrand von Metzsch, verheiratet. Die Ehe blieb kinderlos.